# Nogometni klub Vitez
Il Nogometni klub Vitez, conosciuto semplicemente come Vitez, è una squadra di calcio di Vitez, una città nella Federacija (Bosnia ed Erzegovina).
Nella stessa città vi sono altre due squadre minori dal nome simile: FK Vitez e NK Rijeka Vitez.

## Storia
La squadra nasce nel 1947 come Radnik (=lavoratore), dopo un anno cambia il nome in Sloga (=unità), nel 1954 riprende il vecchio nome e nel 1967 prende il nome attuale NK Vitez (in tempi più recenti prende anche in un paio di occasioni il nome dello sponsor: NK Vitez FIS nel 2004 e NK ECoS Vitez. nel 2009)
Negli anni della Jugoslavia socialista non va mai oltre la terza divisione; nel 1983 riesce a partecipare, per l'unica volta, alla Coppa di Jugoslavia ma non va oltre il primo turno, sconfitto ai rigori dal Rijeka.
Dopo la dissoluzione della Jugoslavia milita nel campionato della Repubblica Croata dell'Erzeg-Bosnia: la Prva liga Herceg-Bosne. Sebbene militi nella massima divisione non ottiene risultati di rilievo, e nel 2000 non riesce a qualificarsi alla Premijer liga BiH unificata, scendendo invece nella Prva liga FBiH, la nuova seconda divisione della Federazione BiH.
Nella Bosnia Erzegovina unificata fa la spola fra la seconda e la terza divisione, la Druga liga FBiH, fino al 2013, quando esordisce nella massima divisione, la Premijer liga. In questa categoria ottiene il nono posto per tre volte (2014, 2016 e 2017), fino alla retrocessione del 2018.

## Cronistoria
| Stagione                           | Campionato                         | Campionato                         | Campionato                         | Campionato                                | Coppa               |
| Stagione                           | Categoria                          | Liv.                               | Posizione                          | Verdetti                                  | Coppa               |
| ---------------------------------- | ---------------------------------- | ---------------------------------- | ---------------------------------- | ----------------------------------------- | ------------------- |
| CAMPIONATI JUGOSLAVI               | CAMPIONATI JUGOSLAVI               | CAMPIONATI JUGOSLAVI               | CAMPIONATI JUGOSLAVI               | CAMPIONATI JUGOSLAVI                      | Coppa di Jugoslavia |
| 1983–84                            | Republička liga BiH                | III                                | 6º su 16                           |                                           | Sedicesimi          |
| 1984–85                            | Republička liga BiH                | III                                | 2º su 16                           |                                           | n.q.                |
| 1985–86                            | ???                                |                                    |                                    |                                           | n.q.                |
| 1986–87                            | ???                                |                                    |                                    |                                           | n.q.                |
| 1987–88                            | Republička liga BiH                | III                                | 9º su 18                           | Ammesso alla neoformata 3. Savezna liga   | n.q.                |
| 1988–89                            | Treća liga - Sud                   | III                                | 5º su 18                           |                                           | n.q.                |
| 1989–90                            | Treća liga - Sud                   | III                                | 10º su 18                          |                                           | n.q.                |
| 1990–91                            | Treća liga - Sud                   | III                                | 7º su 18                           |                                           | n.q.                |
| 1991–92                            | Treća liga - Ovest                 | III                                | 3º su 18                           | Abbandona il sistema calcistico jugoslavo | n.q.                |
| CAMPIONATI DELLA ERZEG-BOSNIA      | CAMPIONATI DELLA ERZEG-BOSNIA      | CAMPIONATI DELLA ERZEG-BOSNIA      | CAMPIONATI DELLA ERZEG-BOSNIA      | CAMPIONATI DELLA ERZEG-BOSNIA             | Kup Herceg-Bosne    |
| 1992–1994                          | Nessun campionato                  | Nessun campionato                  | Nessun campionato                  | Nessun campionato                         | Nessun campionato   |
| 1994–95                            | Prva liga HB - Centro              | I                                  | 5º su 10                           |                                           | ???                 |
| 1995–96                            | Prva liga HB - Centro              | I                                  | 4º su 10                           | Ammesso alla 1.liga a girone unico        | ???                 |
| 1996–97                            | Prva liga HB                       | I                                  | 11º su 16                          |                                           | ???                 |
| 1997–98                            | Prva liga HB                       | I                                  | 12º su 16                          |                                           | ???                 |
| 1998–99                            | Prva liga HB                       | I                                  | 8º su 14                           |                                           | ???                 |
| 1999–00                            | Prva liga HB                       | I                                  | 11º su 14                          | Non ammesso alla Premijer liga            | ???                 |
| CAMPIONATI DELLA BOSNIA ERZEGOVINA | CAMPIONATI DELLA BOSNIA ERZEGOVINA | CAMPIONATI DELLA BOSNIA ERZEGOVINA | CAMPIONATI DELLA BOSNIA ERZEGOVINA | CAMPIONATI DELLA BOSNIA ERZEGOVINA        | Coppa di Bosnia     |
| 2000–01                            | Prva liga FBiH                     | II                                 | 5º su 18                           |                                           | Ottavi              |
| 2001–02                            | Prva liga FBiH                     | II                                 | 8º su 16                           |                                           | n.q.                |
| 2002–03                            | Prva liga FBiH                     | II                                 | 11º su 20                          | Retrocede in 2.liga                       | n.q.                |
| 2003–04                            | Druga liga FBiH - Centro 1B        | III                                | 1º su 14                           | Promosso in 1.liga                        | n.q.                |
| 2004–05                            | Prva liga FBiH                     | II                                 | 7º su 16                           |                                           | Sedicesimi          |
| 2005–06                            | Prva liga FBiH                     | II                                 | 12º su 16                          | Retrocede in 2.liga                       | n.q.                |
| 2006–07                            | Druga liga FBiH - Ovest            | III                                | ???                                |                                           | n.q.                |
| 2007–08                            | Druga liga FBiH - Ovest            | III                                | 2º                                 | Ripescato in 1.liga                       | n.q.                |
| 2008–09                            | Prva liga FBiH                     | II                                 | 11º su 16                          |                                           | n.q.                |
| 2009–10                            | Prva liga FBiH                     | II                                 | 14º su 16                          | Retrocesso in 2.liga                      | n.q.                |
| 2010–11                            | Druga liga FBiH - Ovest            | III                                | 1º su 12                           | Promosso in 1.liga                        | Sedicesimi          |
| 2011–12                            | Prva liga FBiH                     | II                                 | 3º su 16                           |                                           | Sedicesimi          |
| 2012–13                            | Prva liga FBiH                     | II                                 | 1º su 16                           | Promosso in Premijer liga                 | Sedicesimi          |
| 2013–14                            | Premijer liga BiH                  | I                                  | 9º su 16                           |                                           | Ottavi              |
| 2014–15                            | Premijer liga BiH                  | I                                  | 14º su 16                          |                                           | Ottavi              |
| 2015–16                            | Premijer liga BiH                  | I                                  | 9º su 16                           |                                           | Sedicesimi          |
| 2016–17                            | Premijer liga BiH                  | I                                  | 9º su 12                           |                                           | Sedicesimi          |
| 2017–18                            | Premijer liga BiH                  | I                                  | 12º su 12                          | Retrocesso in 1.liga                      | Ottavi              |
| 2018–19                            | Prva liga FBiH                     | II                                 |                                    |                                           | n.q.                |

## Strutture

### Stadio
Disputa le partite casalinghe al Gradski stadion (=stadio cittadino), un impianto con una capienza di 3000 posti. Nella prima stagione in Premijer liga lo stadio non aveva la licenza necessaria, così il Vitez ha dovuto disputare le partite interne allo Stadion Kamberovića polje di Zenica; il Gradski stadion ha ottenuto la licenza nell'estate 2014 dopo la ristrutturazione.

## Palmarès

### Competizioni nazionali
- Prva liga Federacije Bosne i Hercegovine: 1

2012-2013
- Druga Liga Federacije Bosne i Hercegovine: 2

2003-2004, 2010-2011

### Altri piazzamenti
- Prva liga Federacije Bosne i Hercegovine:

Terzo posto: 2011-2012